# 모테쿠소마 쇼코요친
모테쿠소마 쇼코요친(나와틀어: Motēuczōma Xōcoyōtzin [moteːkʷˈsoːma ʃoːkoˈjoːtsin], 1466년 또는 1480년 - 1520년 6월 29일) 또는 목테수마 2세(스페인어: Moctezuma II)는 1502년부터 1520년까지 아즈텍 제국을 통치한 제9대 우에이 틀라토아니이다. 그가 군림하던 시기에 에스파냐가 본격적으로 아스텍을 정복하기 시작한다.
모테쿠소마는 같은 이름의 모테쿠소마 1세의 증손자이자 6대 왕 악샤야카틀(Axayacatl) 왕의 아들이자 티소시카친, 아위초틀의 조카였다. 1502년 숙부인 아위초틀의 뒤를 이어 제국의 통치자가 되었다. 당시 제국의 영토는 최대로 커져 오늘날 온두라스와 니카라과까지 뻗어 있었다. 그러나 종교의식에 쓰이는 제물과 조공을 종속 부족들에게 점점 더 많이 요구했기 때문에 그들의 분노를 사 제국의 세력은 약해졌다. 그는 방대한 정복 계획을 세웠지만, 신(神) 우이칠로포치틀리에 대한 신앙에 크게 영향을 받기도 했다. 이 신은 점성가를 통하여 목테수마에게 불확실한 미래에 대해 일종의 숙명론을 주입했다.
모테쿠소마는 자신의 중앙집권을 강화하기 위해 평민 이하의 아스텍인들이 전투에서 쌓은 무훈을 대가로 귀족으로 승진하는 아스텍 전통의 제도인 재규어 전사 제도와 독수리 전사 제도를 폐지하였고 이 때문에 아스텍의 하층민들로부터 이미 강력한 불만을 사고있었다.
아스텍인들은 언젠가는 턱수염을 가진 백인 신 케찰코아틀(깃털달린 뱀이라는 뜻)이 돌아와 제국을 통치할 것이라고 두려워하면서도 이를 기대하고 있었다. 백인 신 대신에 턱수염을 가진 백인 에르난 코르테스가 나타났다. 코르테스는 이런 두려움을 알고 있었고 멕시코 횡단 원정에 이것을 이용했다. 모테쿠소마는 그를 매수하려고 했으나 스페인 정복자는 아스텍의 지배를 싫어하던 종속 부족들과 동맹을 맺었다. 모테쿠소마는 수도 테노치티틀란으로 코르테스를 유인했으나 함정임을 눈치챈 코르테스에게 오히려 포로로 잡혔다. 그는 황제가 포로로 잡혀 있는 한 아스텍인들이 공격하지 못할 것이라고 생각했다. 그러나 모테쿠소마가 스페인 정복자에게 굴복하자 백성들은 그에게 등을 돌렸다.
스페인의 기술에 따르면, 황제는 백성들에게 연설을 하려고 하다가 돌과 화살에 맞아 부상을 입어 그로부터 사흘 뒤 목숨을 잃었다고 한다. 그러나 아스텍인들은 스페인인들이 그들의 황제를 죽였다고 여겨, 밤을 틈타 테노치티틀란 시를 빠져나가려던 코르테스 군대를 거의 전멸시켰다. 코르테스는 잠시 퇴각했다가 다시 돌아와 재정복, 몇 년 동안 멕시코를 지배했다.

## 사후
최초로 제발로 유럽땅에 발을 딛은 확증이 있는 메스티소는 아스텍 황제 모테크소마 2세의 외손자들로, 그의 딸 테추키포와 스페인 남성 사이에서 태어난 아들들이었다. 이들은 에스파냐 왕가가 인정한 왕통이었다. 이 가문중에서 유명한 후손으로는 아코스타 가문과 에스파냐 미라바예 백작이 있는데, 2003년 그는 멕시코에 정부가 1934년에 폐지한 소위 "목테수마 연금"을 다시 지급하라고 요구했다. 그 금액은 목테수마의 현 후손들이 각자 편히 살 수 있을 만큼 충분해야 한다는 것이었다. 현재 존재하는 모테크소마의 후손들은 모두 그의 딸 테추키포와 에스파냐 남성과의 사이에서 태어난 후손들이다.
한편 모테크소마의 마지막 직계 남자 후손인 세이노 데 모크테수마(모크테수마 백작으로 불림)는 1836년 미국 뉴올리언스 주에서 사망하였다. 이로서 그의 남계 후손은 후사가 단절되었다. 한편 테추키포와 스페인 남성에게서 태어난 후손들은 멕시코 정부 등을 상대로 모크테수마 연금을 요구하고 있다.

## 같이 보기
- 에르난 코르테스
- 쿠아우테목